# 부산시 갑
부산시 갑은 대한민국의 옛 국회의원 선거구이다. 당시 경상남도 부산시의 일부 지역을 관할했다.

## 역사
1950년 제2대 국회의원 선거를 앞두고 부산부 갑 선거구가 개편되면서 신설되었다.
1957년 1월, 부산시에 구제가 실시되었다. 이에 부산시 갑에 해당하는 지역에 부산진구와 동래구가 설치되었다. 이로 인해 제4대 국회의원 선거를 앞두고 부산시 부산진구 갑, 부산시 부산진구 을, 부산시 동래구 선거구로 각각 분리되면서 폐지되었다.

## 역대 국회의원
| 선거   | 정당 | 정당   | 의원   |
| ------ | ---- | ------ | ------ |
| 1950년 |      | 무소속 | 김지태 |
| 1954년 |      | 자유당 | 김지태 |

## 역대 선거 결과

### 대한민국 제2대 국회의원 선거
|  | 28.89% |

|  | 27.80% |

|  | 20.91% |

|  | 7.28% |

|  | 4.99% |

|  | 4.31% |

|  | 2.29% |

|  | 1.41% |

|  | 1.06% |

|  | 1.01% |

|  | 0% |

### 대한민국 제3대 국회의원 선거
|  | 33.97% |

|  | 27.65% |

|  | 11.73% |

|  | 9.69% |

|  | 6.68% |

|  | 5.44% |

|  | 2.56% |

|  | 2.24% |

|  | 0% |

|  | 0% |